# Bagnoli Irpino

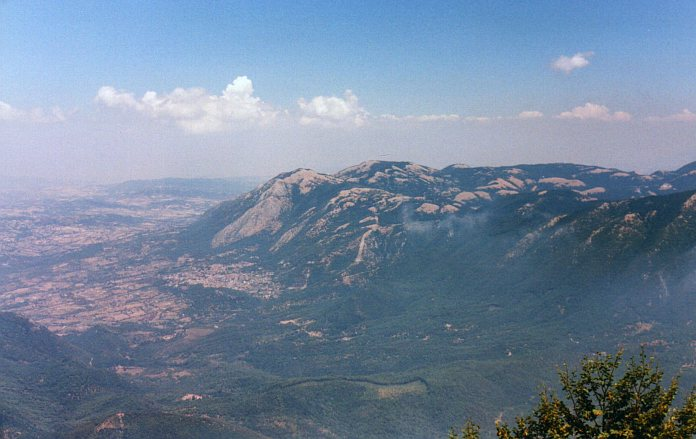
Panorama

Bagnoli Irpino ist eine italienische Gemeinde mit 3026 Einwohnern (Stand 31. Dezember 2023) in der Provinz Avellino in der Region Kampanien. Der Ort ist Teil der Bergkommune Comunità Montana Terminio Cervialto.

## Geografie
Die Nachbargemeinden sind Acerno (SA), Calabritto, Caposele, Lioni, Montella und Nusco. Ein weiterer Ortsteil ist Laceno.

## Verkehr
Der Haltepunkt Bagnoli Irpino liegt etwas nordwestlich des Ortes an der im Personenverkehr nicht mehr bedienten Bahnstrecke Avellino–Rocchetta Sant’Antonio.

## Persönlichkeiten
- Giulio Acciano (Bagnoli Irpino, 1651 – Napoli, 1681), Dichter
- Quintino Scolavino (* 1945), Maler